# Petrovac Feričanački
Petrovac Feričanački  je bivše naseljeno mjesto u Hrvatskoj, regiji Slavoniji u Osječko-baranjskoj županiji i pripadalo je nekadašnjoj općini Našice, a po posljednjem ustroju pripadalo bi općini Feričanci.

## O naselju
Petrovac Feričanački je postajalo do 1961. kada je pripojeno naselju Feričancima. I danas se zapadni dio Feričanaca uz državnu cestu D2 Našice- Orahovica, a preko potoka Iskrica nosi naziv Petrovac, te je ujedno to i naziv današnje ulice.

## Stanovništvo
| broj stanovnika |       |       |       |       |       |       |       | 85    | 138   | 164   | 198   |       |       |       |       |       |
|                 | 1857. | 1869. | 1880. | 1890. | 1900. | 1910. | 1921. | 1931. | 1948. | 1953. | 1961. | 1971. | 1981. | 1991. | 2001. | 2011. |

Podaci za bivše naselje Petrovac Feričanački od 1931. do 1961., sadržani u podacima naselja Feričanci.

## Vanjska poveznica
- Arkod preglednik